# Batalion Zapasowy 3 Pułku Wojsk Kolejowych
Batalion zapasowy 3 Pułku Wojsk Kolejowych („ b. zap. 3. p. woj. kol.”) – oddział saperów kolejowych Wojska Polskiego w II Rzeczypospolitej.

## Formowanie i zmiany organizacyjne
Organizatorem i pierwszym dowódcą  batalionu został por. Zarzycki Adam, który na podstawie rozkazu Sztabu Generalnego Naczelnego Dowództwa Wojska Polskiego nr. 92/19 z dnia 14 kwietnia 1919 r. zorganizował w Łodzi – Kadrę Wojsk Kolejowych nr 3. W miarę powiększania się stanu liczebnego Kadry, tworzono nowe kompanie i już 27 maja 1919 r. batalion posiadał 3 kompanie. Z dniem 15 września 1919 r. Kadrę Wojsk Kolejowych nr 3, przemianowano na 3 Kadrę Wojsk Kolejowych, którą dnia 1 lutego 1920 r. przemianowano na baon zapasowy 3 pułku wojsk kolejowych i utworzono 4 kompanię. W sierpniu 1920 r. batalion  przegrupowano i utworzono: 1. kompanię sztabową, w skład której wchodzili wszyscy funkcyjni z działu administracyjno-gospodarczego i orkiestra, 2 kompanię ruchowo–telegraficzną, 3 kompanię drogowo-mostową, 4 kompanię ślusarsko-maszynową i 5 kompanię pociągów pancernych. Batalion od 28 sierpnia 1919 do marca 1921 r. wysłał jako uzupełnienie w pole: 11 kompanii marszowych, 10 kompanii roboczych, 1 kompanię jeńców, wyszkolono 13 roczników żołnierzy z poboru, 1016 ochotników i 1500 pracowników kolejowych; zdemobilizowano 11 roczników. Batalion posiadał dobrze wyposażone szkoły fachowe do szkolenia poglądowego, szkołę podoficerską, kursy fachowe oficerskie, własny Sąd Pułkowy, szkołę analfabetów, kasyno oficerskie, świetlicę z biblioteką, jadalnię żołnierską, sklep żołnierski, teatr żołnierski, orkiestrę dętą i smyczkową. W marcu 1921 batalion został  przeniesiony z Łodzi do Poznania na Cytadelę, Dnia 5 lipca 1921 r. batalion zapasowy przemianowano na 3 pułk wojsk kolejowych, którego dowództwo objął ppłk inż. Szyman Józef i tym samym batalion przestał istnieć jako samodzielny pododdział.

## Obsada batalionu
- por. Zarzycki Adam – dowódca batalionu,
- kpt. Sawanek  R. – dowódca 1 kompanii sztabowej,
- ppor. Michalczyk W. – dowódca 2 kompanii ruchowo–telegraficznej,
- por. inż. Butkiewicz Al. – dowódca 3 kompanii drogowo–mostowej,
- ppor. Puchalski W. – dowódca 4 kompanii ślusarsko-maszynowej,
- por. Tarnawski Ad. – dowódca 5 kompanii pociągów pancernych.

## Oficerowie batalionu
- kpt. Peszyński,
- por. Adam Pinkas,
- por. Filipowski[1],
- ppor. Newelski Stefan[2],
- ppor. Żaczyński Eugeniusz[3],
- ppor. Wajdemar Bronisław[4],
- ppor. Ułaszyn Cyprian[5].